# Charles Mackay

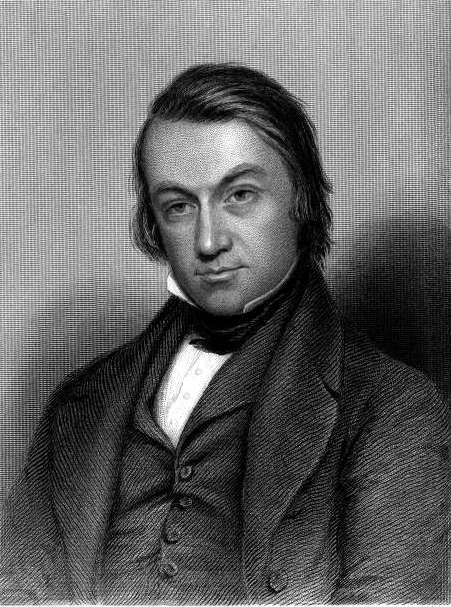
Charles Mackay.

Charles Mackay, född den 26 mars 1814 i Perth, död den 24 december 1889 i London, var en skotsk skald och publicist.
Mackay var medarbetare i "Morning Chronicle", "Glasgow Argus", "Illustrated London News", "London Review" med flera publikationer. Åren 1862-1865 var han "Times" korrespondent i New York. Universitetet i Glasgow kallade honom 1846 till juris hedersdoktor. Mackay vann en kolossal popularitet genom visor och sånger, som tonsattes av Henry Russell och Henry Bishop. Han författade vidare ett stort antal prosabetan: romaner, keltisk filologi, historia med mera och de intressanta levnadsminnena Forty years’ recollections of life 1830-70 (1876) och Through the long day (1887). Mackays Collected songs utkom 1859, hans Poetical works 1868 och efterlämnade dikter under titeln Gossamer and snowdrift 1890.